# 井伊直親
井伊 直親（いい なおちか）は、戦国時代の武将。今川氏の家臣。遠江国の国人・井伊氏19代当主。

## 生涯
天文5年（1536年）、井伊直満の子として誕生。
天文13年（1544年）、小野政直の讒言によって父・直満を今川義元に誅殺されると、更なる誅殺対象になりかねない幼少の直親は家臣に連れられ、井伊谷を出奔。祖父・直平から龍潭寺の住持に招聘された文叔瑞郁禅師の縁を頼って、武田領であった信濃国伊那郡松源寺へ落ち延びた。一説によると、信濃では塩澤氏の娘との間に高瀬姫と吉直の1男1女を儲けたとされる。
弘治元年（1555年）に井伊谷への帰参が叶うと、祝田（静岡県浜松市北区細江町）を拠点とし、奥山朝利の娘・ひよを娶る。永禄3年（1560年）、従兄であり養父・直盛が桶狭間の戦いで戦死したため、家督を継ぐ。しかし当時の遠江は「遠州錯乱」と呼ばれる混乱状態にあり、直親は小野政直の子・道好（政次）の讒言により、主君・今川氏真から松平元康（のちの徳川家康）との内通の疑いを受ける。縁戚であった新野親矩の取りなしで、陳謝のために駿府へ向かう道中の永禄5年12月14日（1563年1月8日）または同年3月2日、掛川で今川家の重臣・朝比奈泰朝の襲撃を受けて殺害された。享年28。
直親殺害の背景には、支配領域が三河に近い井伊氏の中で、親今川派と反今川派で政治的な対立があり、直親が反今川派で元康に接近して、小野が親今川派であったのかもしれないとする指摘がある。
これにより井伊氏は一時的に衰退した。家督は養父・直盛の娘でかつて許嫁であったとされる直虎が継いだ。嫡男・虎松は三河鳳来寺などにかくまわれ、15歳の時に徳川家康に仕えると共に直虎に代わって当主となり、のちの徳川四天王である井伊直政となった。また、遠江が家康の支配下になった後、直親の無実が証明され、讒言した小野道好は獄門となっている。
具体的な事績には乏しいが、遠江から逃れる際に直親を射殺そうとした右近次郎を復帰後に機略を用いて成敗したという伝承や、笛の名手で逃亡した際に援助を受けた僧に愛用の笛（青葉の笛）を寄進した伝承などがある。
なお鈴木将典によると、同時代史料を見ると直親は実在した形跡がなく、後世に作成された系図で初めて存在が見られるとし、その存在を疑問視している。黒田基樹は直親は実在はしたが井伊氏当主ではなく（直盛戦死後は無主扱いされて今川の支配下に置かれたが、今川氏一門の関口氏から婿養子を迎えることで再興が許され、直親はその補佐役であったとする）、殺害事件も事実ではないとしている。